# 吹奏楽の歴史

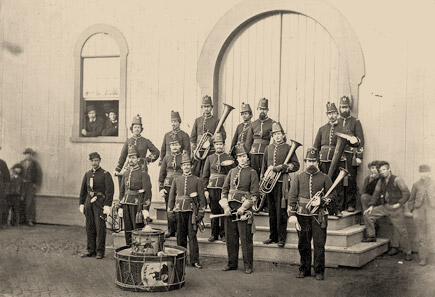
南北戦争当時のアメリカ合衆国の軍楽隊（サクソルン・バンド）

本項「吹奏楽の歴史」では、世界における吹奏楽の歴史について説明する。
『新版吹奏楽講座』によれば、吹奏楽とは、「管楽器と打楽器のみの合奏、すなわち弦のないオーケストラである」と規定される。「吹奏楽」という日本語は、ドイツ語のブラースムジーク Blasmusik （Blasは「吹く」の意）からの訳語とも考えられており、日本では一般に「ウインド・オーケストラ」Wind Orchestra や、「ブラスバンド」Brass band と称されることも多い。ただし、ブラスバンドは明らかに英語真鍮（brass）を主素材とする金管楽器と打楽器によって編成される楽団（英:brass band）の片仮名書きであって、誤訳と概念の混同が見られる。吹奏楽のなかには、狭義のブラスバンド（金管バンド）のほか、シンフォニック・バンド、コンサート・バンド、ウインド・アンサンブル、ウィンド・オーケストラ、マーチング・バンドなど多種多様な形態があり、その発達のあり方や歴史的変遷は、国や地域により異なる。
なお、上述の定義にしたがえば、日本の雅楽も篳篥（ひちりき）や笙（しょう）、横笛が中心となっており、催馬楽や管絃をのぞけば吹奏楽の一形態ととらえることが可能である。しかし、ここでは一般に日本で「ブラスバンド」「ブラバン」と称せられる、洋楽のなかの一演奏形態ないし一ジャンルとしての吹奏楽について、その歴史的変遷を叙述する。

## 原始・古代

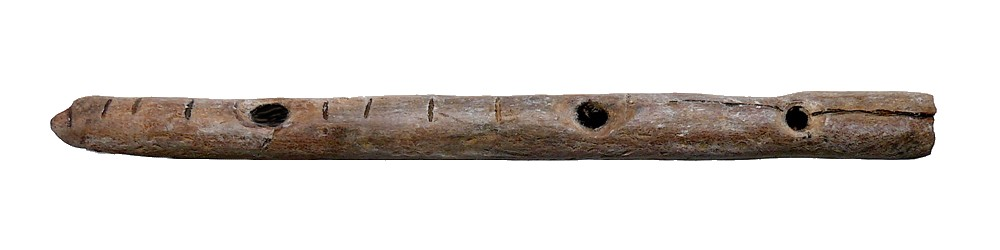
オーリニャック文化期出土の笛（レプリカ）

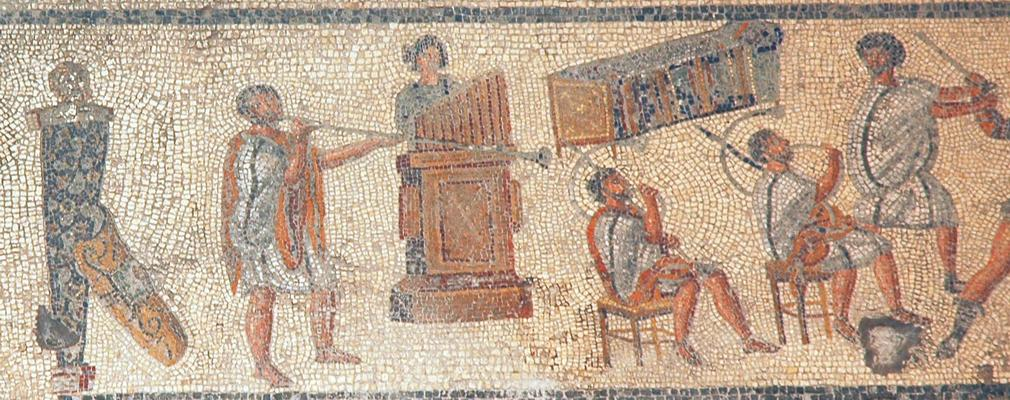
帝政ローマ時代の楽士を描いたモザイク（Zliten mosaic）:リビアのズリテン（en）出土。イタリア人考古学者が1913年に発見。現在、トリポリのジャマヒリーヤ博物館に所蔵されている。

管楽器の歴史は古く、人類の歴史がはじまって以来、骨・角・石・草木・粘土などさまざまな素材を用いて製作されている。「ホーレ・フェルスのヴィーナス」で知られるドイツのホーレ・フェルス洞窟からは、現在よりおよそ3万5000年も前のオーリニャック文化期に属する象牙やハゲワシの骨でつくられた笛が見つかっている。日本では縄文時代の遺跡から土笛が多数見つかっており、太鼓が存在していた可能性もある。世界的にみれば、太鼓の起源はラトル（鳴子）とともに古く、古代メソポタミアでは紀元前2500年頃のシュメールのレリーフ（浮彫彫刻）に描かれており、打楽器の起源の古さを物語る。また、楔形文字で記録されたところによれば、この頃のメソポタミアでは既に五音階が存在したと考えられている。
古代エジプトでは、エジプト新王国の時代（紀元前16世紀-紀元前11世紀）の壁画にしばしばラッパの吹奏が描かれており、「黄金のマスク」で有名な紀元前14世紀の王（ファラオ）、ツタンカーメンの墓からは直管型のラッパが出土している。新王国時代の壁画に描かれたエジプトには、管楽器として今日のフルート、クラリネット、トランペットに相当する楽器、弦楽器にはハープやリュートなど、打楽器には拍子木やカスタネット状のもの、シストラム、シンバル、がらがら（ラトル）、太鼓、タンバリンに相当するものなどがあった。このような管楽器は信号または儀式での音響効果をにない、軍隊でも使用されたと考えられている。また、古代イスラエルのダビデやソロモンの宮廷では、イスラエル音楽が栄え、太鼓やシンバルによる舞踏がなされた。なお、イスラエル王国の時代には、人びとはラッパやショファルと呼ばれた角笛、オーボエに似たハリルなどの楽器を用いて音楽を楽しんでいたことが知られている。
古代ローマにおいても、大きな行事や重要な儀式の場では、トゥーバ Tuba、ブッキナ Buccina 、コルヌ Cornu  など、現在の金管楽器の前身となるような様々なラッパがつくられて軍楽がなされた。共和政ローマの時代の音楽はギリシャや東方に影響をあたえたといわれ、ガイウス・ユリウス・カエサルの著述した『ガリア戦記』にも、カエサル自身、合戦の際にラッパを吹かせていたことを記録している。また、アウグストゥスより始まったローマ帝国の軍楽隊も、管楽器と打楽器によって編成されていた。

## 中世・近世

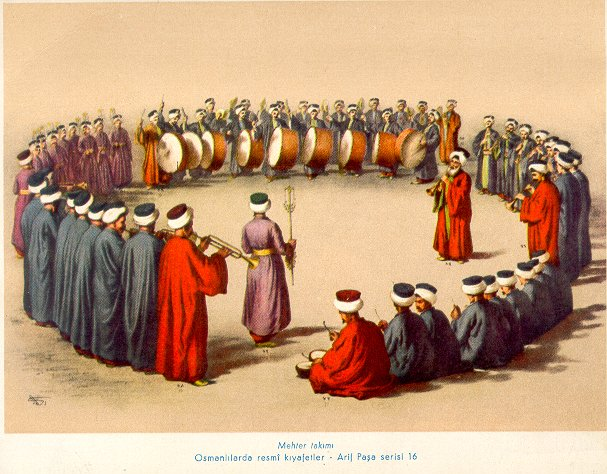
吹奏楽のルーツとなったトルコのメヘテルハーネ（オスマン帝国時代の絵画）

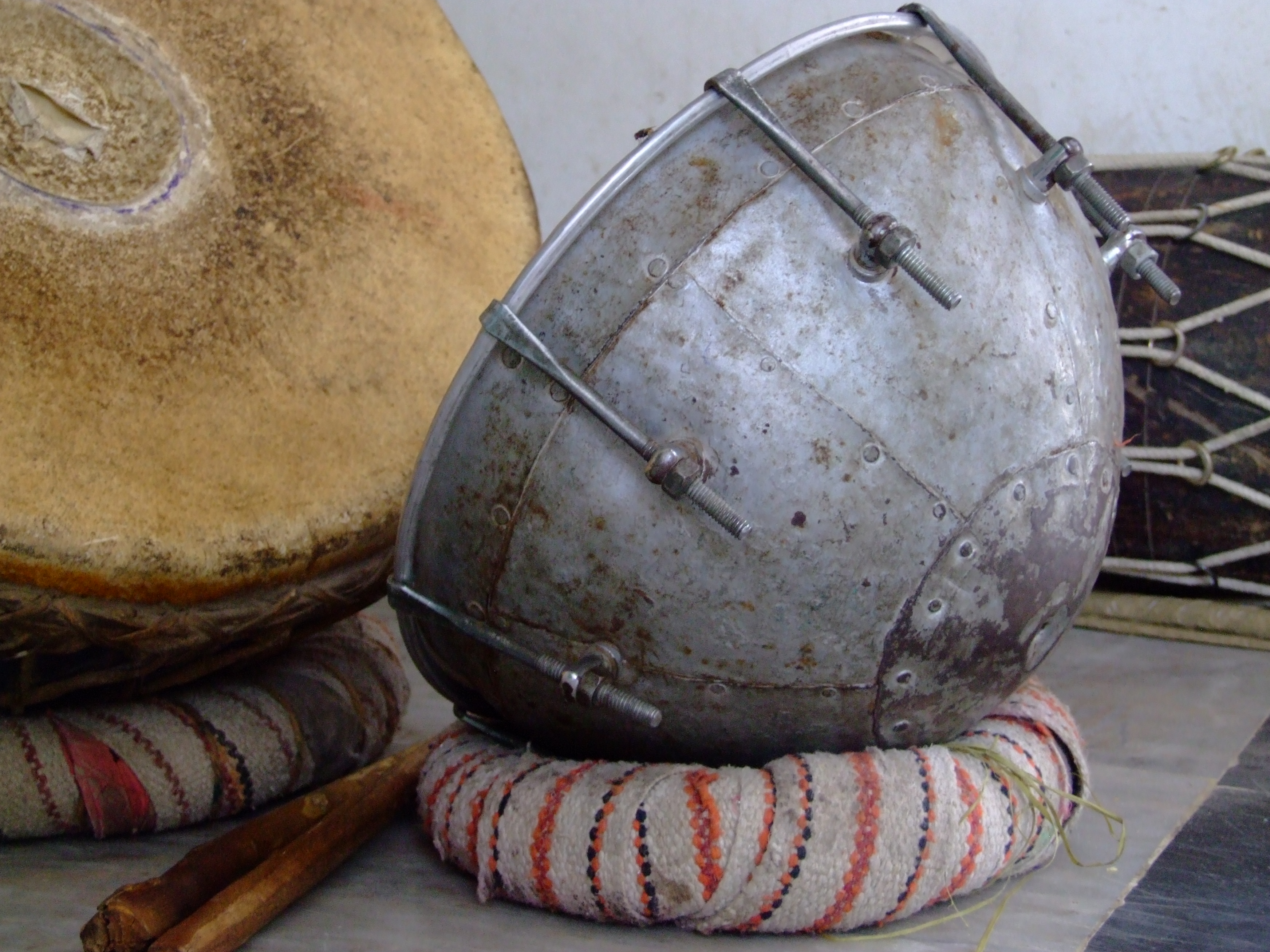
インドのラジャスタン州に伝わったナッカーラ

中世ヨーロッパにおいてはキリスト教音楽による声楽が中心であったが、世俗音楽では、さかんにリコーダーが用いられていた。11世紀以降、ヨーロッパでは高音から低音まで揃った木管楽器ファイフやバグパイプ、ドラムによる楽団が現れている。
1095年のクレルモン教会会議以降、ヨーロッパのキリスト教世界は数次にわたってイスラーム世界に十字軍を派遣したが、ここで彼らはトルコ人の軍楽と遭遇する。これが、こんにちの吹奏楽の起源といわれている。大きな音の出る二枚管のズルナはオーボエやファゴットの祖型となり、長い管をもつ金管のボル Boru はトランペットの原型となった。馬の胴の両脇につり下げて演奏した鍋型の太鼓ナッカーラ Naqquara（現在のティンパニ）やクヴルク Kuvruk（現在の大太鼓）、両面太鼓のダウル、ジル Zill（現在のシンバル）もヨーロッパにもたらされた。上述したように、吹奏楽という演奏形態は、地域的には世界各地にみられ、歴史的には古代にまでさかのぼりうるが、あえて弦楽器を排し、管楽器を主体とする編成は、多くの場合、軍隊と結びついていた。隊列とともに演奏し、大音量を出せて野外で響かせることができ、どこでも演奏できるうえ信号や合図としても用いることができるということであれば、管楽器こそが軍隊に最も適した楽器だったのである。
14世紀以降、ヨーロッパ諸国は、オスマン帝国ともしばしば交戦したが、このときオスマンの軍団が兵士の士気を鼓舞し、敵を威嚇ないし敵の戦意を喪失させるためにともなった軍楽隊がメヘテルハーネ（メフテル）である。1453年のコンスタンティノープル陥落やそれに前後してのバルカン半島進出に衝撃を受けたヨーロッパ諸国は、同時にメヘテルハーネの大音量がもたらす効果にも驚愕し、やがて競って軍楽隊を整備するようになった。
ルネサンス期のヨーロッパの軍楽は、古代ギリシャやローマとは異なり、鼓手が雇用されたが、これは、オスマン帝国の影響抜きには考えられない。
16世紀初頭に制作された絵画『凱旋行進』には神聖ローマ皇帝のマクシミリアン1世を先導する騎馬軍楽隊の威容が描かれており、トルコの影響を受けた楽器群とともに、鼓笛騎馬隊が皇帝に近侍して高い位にあったことがうかがわれる。また、1549年のフォーケヴォ Fourquevaux『戦争法入門』には、3,000から6,000の歩兵について鼓手2名が必要であると記され、フランスの聖職者トワノ・アルボが16世紀末に著した『オルケソグラフィー（舞踏記譜法）』によれば、鼓手は野営の撤収、行軍、撤退、突撃の鼓舞、自己防衛の合図、警報など多様な役割をになっていた。
17世紀以降、ヨーロッパでは軍楽隊の整備が急速に進展した。17世紀中葉、イギリスで起こった清教徒革命では、王党派・議会派双方のプロパガンダを歌詞にもつ行進曲がそれぞれの楽隊によって合奏され、それはあたかも「音楽戦争」と称すべき様相を呈したという。王政復古後のイングランド王、チャールズ2世はオーボエ=バンドを編成し、自身も舞楽に堪能であったといわれる、フランス絶対王政時代の「太陽王」ルイ14世は、17世紀末にトルコのメヘテルハーネに範をとって、本格的なオーボエ=バンドを編成した。ドイツでは18世紀初頭以降、隊列行進がおこなわれるようになり、こののち行進曲の需要が高まった。
こうして始まったヨーロッパの吹奏楽であるが、やがて軍楽隊のみならず、一般の人びとによっても編成されることとなった。結婚式や葬式などといった儀式、祝祭、宴会などでは音楽が必要とされたからであったが、レコードが発明されるまで、そうしたとき、民衆はみずから演奏する必要があったのである。
一方、楽曲の面では、ルネサンス音楽の時期には、ツィンク（コルネット）、トロンボーンなどの管楽器を用いた応答歌唱対位法の音楽がヴェネツィアのサン・マルコ寺院を拠点に演奏されるようになった。ここにおいて、管楽器中心の編成がなされた要因のひとつとして考えられるのが、サン・マルコ寺院そのものの巨大さである。ヴェネツィア楽派の中心的人物としては、16世紀後葉のジョヴァンニ・ガブリエーリの名が知られており、彼の作品は今日でも金管アンサンブルの重要な演目のひとつとなっている。
それに対し、ライプツィヒなどドイツの自治都市にあっては、教会や王室とは直接かかわりをもたない市民音楽家が現れた。16世紀にはギルドに由来するシュタットファイファー（街の笛吹）と呼ばれる音楽家が活動した。また、市庁舎の塔からツィンクやトロンボーンなどの管楽器を吹奏し、市民に音楽を提供するトゥルムムジーク（塔の音楽）も街をにぎわせ、17世紀ドイツに現れたヨハン・クリストフ・ペツェルは、そのための作品を数多く残している。他の大陸ヨーロッパ諸国やイギリスにも「アルタ」Altaや「ピッフェリ」Pifferi、「ウェイト」Waits などと呼ばれる類似の形態の楽団が存在した。このように管楽器を中心とする楽曲は、式典や合図のため主として野外で利用されるようになったが、リコーダーの合奏など、使用する楽器によっては室内で楽しまれる編成もあった。

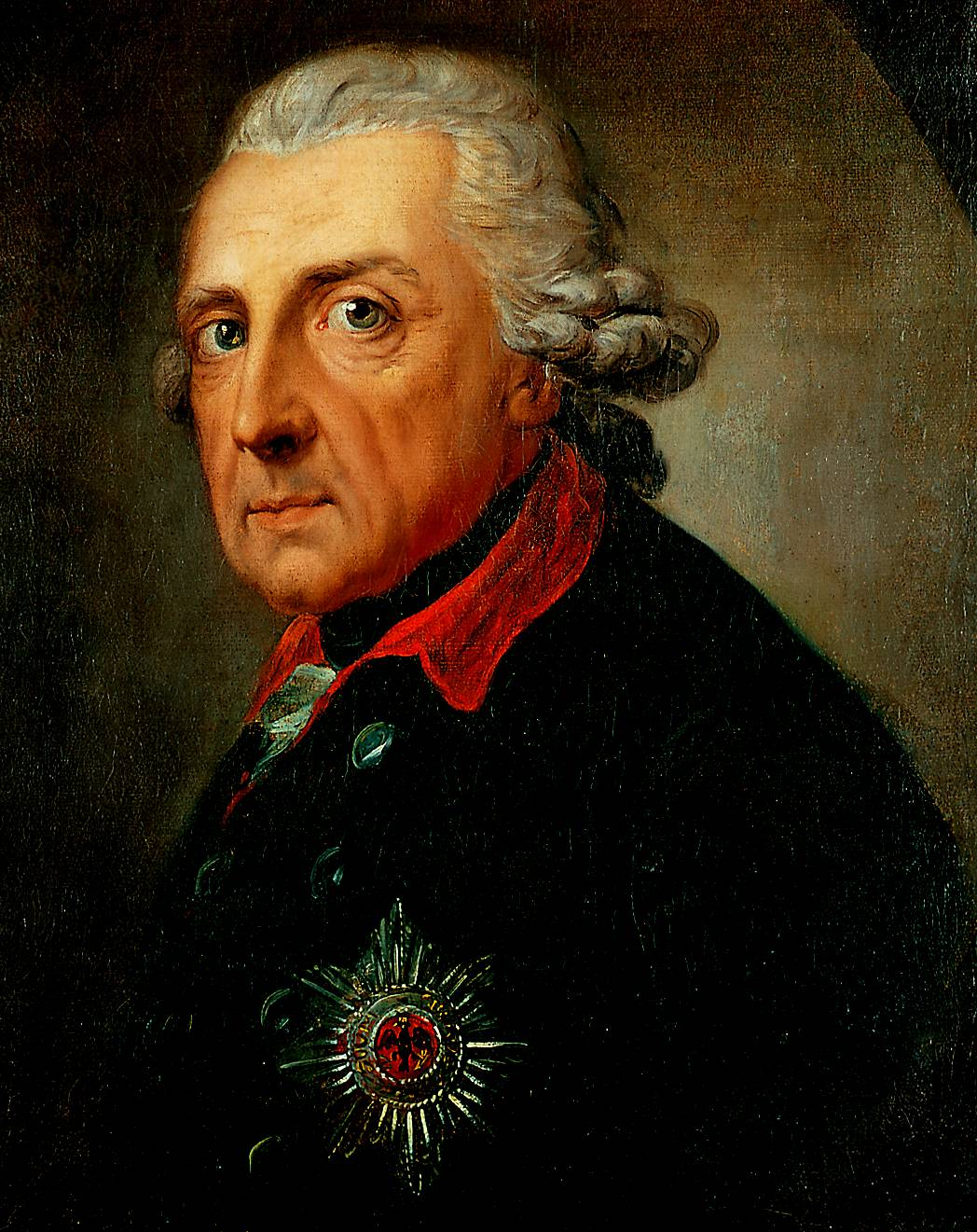
楽隊にハルモニーの編成を採用したプロイセン王フリードリヒ2世（大王）

18世紀には、ヨーロッパで現代の吹奏楽合奏の先がけともいうべき演奏形態が生まれている。宮廷楽士が、多くの場合は主君や称賛に値する人のために野外で演じたといわれるセレナーデ（セレナード）がそれであり、これは、オーボエ、クラリネット、バスーン、ホルンそれぞれ2本ずつによって構成されるシンプルな管楽器合奏（ハルモニームジーク）であった。大作曲家として知られるハイドンやモーツァルトはこの種の編成のためのセレナーデやディヴェルティメントを数多く残しており、代表的な啓蒙専制君主として知られるプロイセン王国のフリードリヒ2世（大王）は、七年戦争後の1763年、楽隊にこの八重奏編成を採用し、プロイセン軍のそれぞれの連隊に配備させた。これが近代の軍楽隊の基礎になったといわれる。それに前後してジョージ3世のイギリスやルイ15世のフランスでも軍楽隊が整備された。
18世紀末葉には、各種管楽器の発明・改良が進み、フルート、トランペット、トロンボーンなどが加わったほか、オスマン帝国の軍楽隊の影響を受けてシンバルやタンバリン、トライアングル、各種太鼓類が導入され、しだいに大編成になっていった。また、1800年ごろには「トルコ行進曲」にみられるようなトルコ風の軍楽がヨーロッパで流行している。モーツァルトやベートーヴェンの作曲した「トルコ行進曲」にもメヘテルハーネの影響がみられる。なお、アメリカ独立戦争を経てイギリスからの独立を果たしたアメリカ合衆国で、マサチューセッツ・バンドが最初に演奏会を開いたのは1783年1月のことであった。

## 近代・現代

「バスティーユ襲撃」（ジャン＝ピエール・オーエル（en）画）

1789年にフランス革命が起こると、ブルボン朝に仕えてきた多くの宮廷楽士は失業したが、共和国政府は楽士を集めて国民軍軍楽隊を組織し、フランス革命の精神を伝えるため野外で大音量を出せる編成を採用した。1790年には、バスティーユ蜂起1周年を祝って300人の太鼓、350人の管楽器からなる楽隊が街頭ページェントに出動している。こののち45人編成の近衛兵バンドとしてギャルド・ナシオナルが結成され、1792年には国立軍楽アカデミーが設立された。1795年には国民公会によってパリ音楽院が開設されたが、その学長となったフランソワ＝ジョセフ・ゴセックの作品は現在でも広く演奏されている。革命期には、ゴセック以外にも、メユール、カテル、ケルビーニらによって多数の革命讃歌がつくられた。この時期には軍歌も多数つくられている。一例として、ストラスブールのディートリッシュ市長がライン軍のクロード＝ジョゼフ・ルジェ・ド・リール工兵大尉に軍団独自の行進曲を依頼してつくられた『ラ・マルセイエーズ』があり、これはのちにフランスの国歌となった。一方、アメリカでは、1798年に海兵隊バンドが設置された。

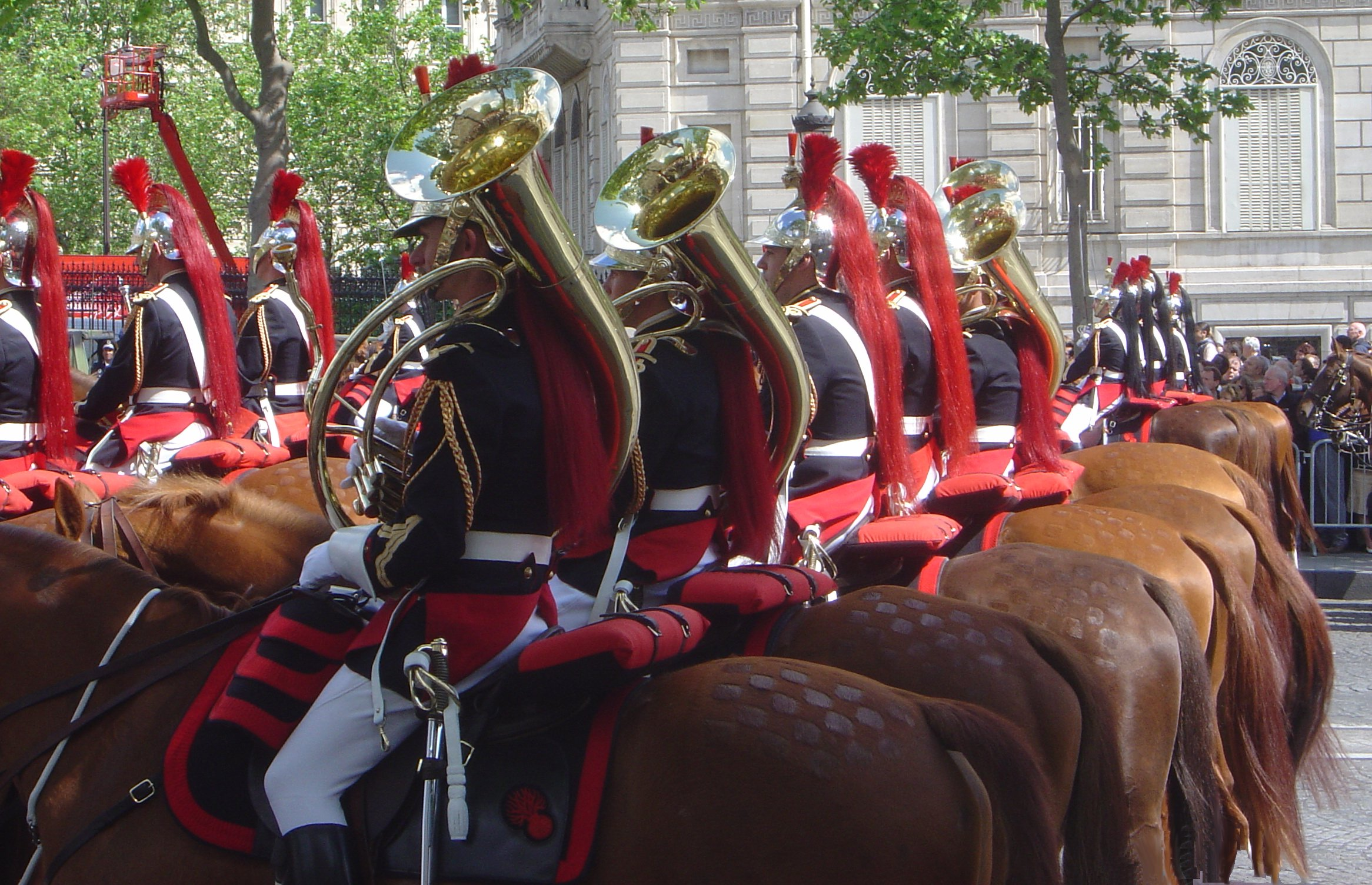
フランスのギャルド・レピュブリケーヌ吹奏楽団

その後、フランスでは第一帝政期にナポレオン・ボナパルトの国民軍軍楽隊が従来の楽器にピッコロやトロンボーンなどを加え、七月王政期の1845年にはサクソフォーンが採用された。1848年にはギャルド・パリ Garde de Paris として12名よりなるトランペット隊が結成されたが、これが、1871年成立のギャルド・レピュブリケーヌ吹奏楽団の前身となった。
産業革命の勃興した18世紀後半から19世紀にかけてのヨーロッパでは、工業技術がさらに発展し、そのいっぽうで、高まる国民主義のもと、国家的要求のなかで管楽器の開発が進んだ。フルートのベーム式をはじめ、木管楽器と金管楽器どちらにも、より多くの確実なピッチ（音の高さ）を得られる鍵（けん）装置が導入され、あるいは、付け加えられた。この時期、南ドイツやオーストリアを中心に、宮廷における室内音楽としてハルモニームジークが発展したのもこうした技術革新が背景にある。ハイドン、モーツァルト、ベートーヴェンらによってつくられたセレナーデやディヴェルティメントは、こうした独墺の上流階級での室内音楽の流行に応えたものであった。

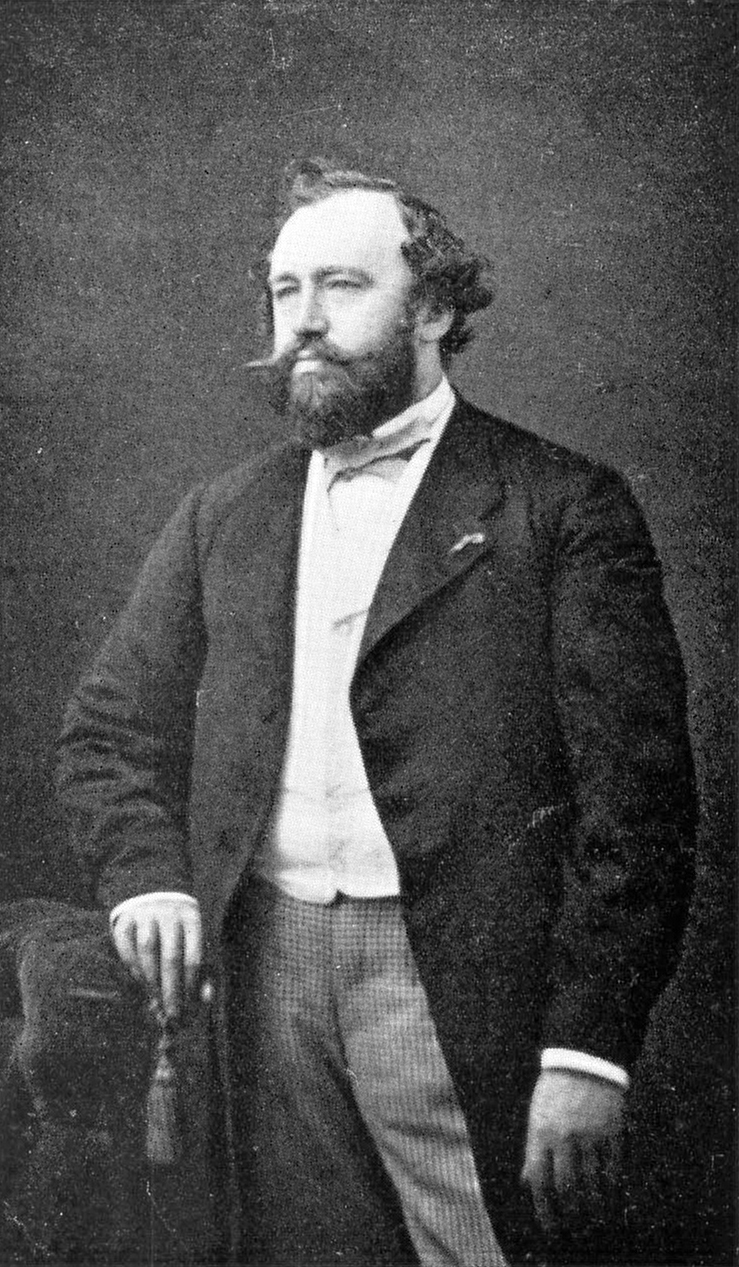
サクソルンなどを考案したアドルフ・サックス

より重要な開発は、プロイセンのヴィルヘルム・ヴィープレヒトによるバルブ・システムの研究とベルギー出身の楽器制作者アドルフ・サックスによる楽器改良であった。前者は、従来、唇のしめ具合と息の強弱だけで演奏していたトランペット属など金管楽器の演奏能力を飛躍的に向上させ、一方では、楽器バス・チューバを生んだ。後者は、上述のサクソフォーンの発明と円錐形の管をもつさまざまなサクソルン属の楽器の開発につながった。サクソルンは、高音から重低音まで同一のシステムと均質の音色をもつ一連の楽器で、サクソルン属にはコルネットやバス・チューバ、フリューゲルホルン、ユーフォニアム、ワーグナー・チューバなどが含まれる。
こうした、画期的発明によってラインナップの充実がはかられた金管楽器は、一般的な木管楽器とは異なり、片手でも演奏でき、乗馬や行進をしながらでも吹奏することができたため、すぐさま軍楽隊に採用された。それにともない、19世紀のヨーロッパ諸国は互いに戦争しながらも、軍楽隊そのものは均質化の方向をたどっていった。19世紀中葉にはほぼ現在と同様の編成となり、幕末期の日本がフランス、オランダ、イギリス、ドイツなどから太鼓やラッパの指導を受けたときには、国による差は、若干の楽器編成や用語法をのぞけばほとんどなくなっていた。
軍楽隊と結びついて発展した吹奏楽には、士気の高揚や将兵の団結、勇壮果敢などといった性格が必然的に求められ、同時代の他の音楽とは様式を異としていった。そして、ロマン主義の台頭いちじるしい19世紀中葉はまた、数々の紛争や革命に彩られていた時代でもあった。1848年革命とイタリア統一運動は、ヨハン・シュトラウス1世によって『ラデツキー行進曲』を生むこととなり、アメリカの南北戦争ではクラウディオ・グラフーラが『ワシントン・グレイス』を作曲している。

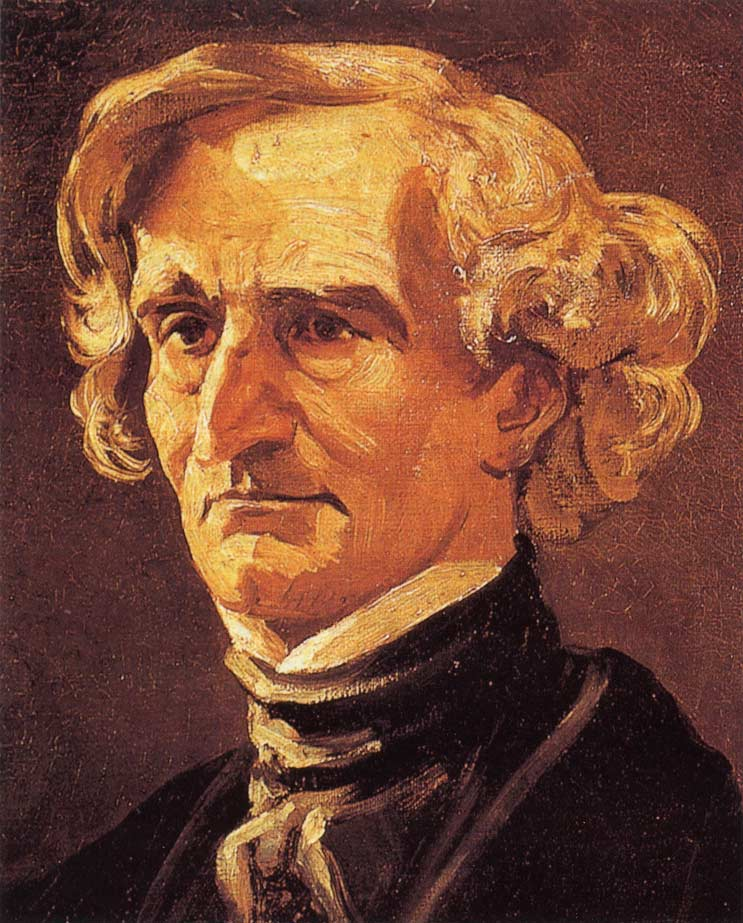
軍楽隊のための音楽を残したフランスのエクトル・ベルリオーズ（オノレ・ドーミエ画）

国民の軍隊は、徴兵制の施行や軍事パレードなどによって制度としても生活風景としても、人びとにとって身近なものとなりつつあり、士気高揚など、上に掲げた軍楽隊に求められる音楽の性格や様式は、大人数の金管楽器を中心とする音響の華やかさと一致していた。こうして軍楽隊によって、行進曲や式典用の音楽などが演奏されたが、とりわけフランスでは軍楽隊の出身者がパリ音楽院の教授を務めるなど、芸術性や技術的洗練を追求する伝統をよく保持し、ロマン派音楽の巨匠といわれる大作曲家ベルリオーズらも軍楽隊向けに優れた作品をのこした。複雑な旋律をすばやく吹奏できる金管楽器の登場は、ベルリオーズのほか、ドイツのワーグナーやイタリアのヴェルディにも殊のほか愛好され、金管を多用した楽曲が数多く作られた。
ドイツとフランスを中心として発展してきた管楽合奏は、イギリスに渡って軍楽隊を充実させ、民間ではブラスバンドを発生させた。イギリスでは、今日においてもイングランド、スコットランド、北アイルランド、ウェールズのそれぞれのカントリーが軍楽隊を有し、各地に伝承された民謡なども演目に加えて地域色豊かな性格をもつ。民間では、19世紀初頭以降、労働者階級の間で金管楽器と打楽器による楽団（ブラスバンド）が結成され、各種のコンテストが行われるようになったことで編成が画一化していった（英国式ブラスバンド）。
この流れに属するものに、1996年の英国映画「ブラス!」で一躍有名となったグライムソープ・コリアリー・バンドなどがあり、これは聴衆を相手にして聴かせることよりも、娯楽の少ない炭坑等において、演奏すること自体をみずから楽しむという自足的な要素をもっていた。ヴィクトリア朝の時代、特に19世紀後半のイギリスの上流階級では、健全な娯楽を労働者にあたえれば、かれらの美徳を育て、資本主義社会に対する不満を和らげ、解消することができるであろうという社会改良主義が起こり、一般における吹奏楽活動の流行を支えた。資本家もさかんに楽器購入の資金援助などアマチュアバンドの育成を支援している。イギリスではすでに1840年代にアマチュア音楽家向けの楽譜つき雑誌が刊行され、1860年代にはバンド間の連携が密になって「ブラスバンド運動」の動きが活発化した。各種のコンテストもさかんに開かれて活況を呈し、19世紀末には全英で3万ないし4万のバンドがあったとさえいわれている。
ブラスバンドの興隆はまた、一面では帝国主義の時代と重なっていたため、欧米列強の膨張政策にともなって世界各地に広がっていった。ヨーロッパ音楽とローカルな音楽との混淆は世界各地でみられた。土着の歌が吹奏楽で演奏される一方で、西洋音階が出せるよう土着の伝統楽器に改良が施されることもしばしばあった。ネパール、インド、バルカン半島諸国における結婚式、フィリピンやスリナム、ガーナでの葬式、ボリビアやメキシコにおける宗教儀礼など、西欧以外の各地域でも、吹奏楽演奏の場が成立することはバンド市場の発生を促した。しかし、吹奏楽の伝播はしばしば植民地権力の啓蒙的な意向から外れる方向に進むこともあり、実際にガーナでは、ブラスバンドは風紀を乱すものとしてキリスト教教会より断罪され、バンドは当局からの弾圧を避けるため、隠れて演奏することを余儀なくされた。

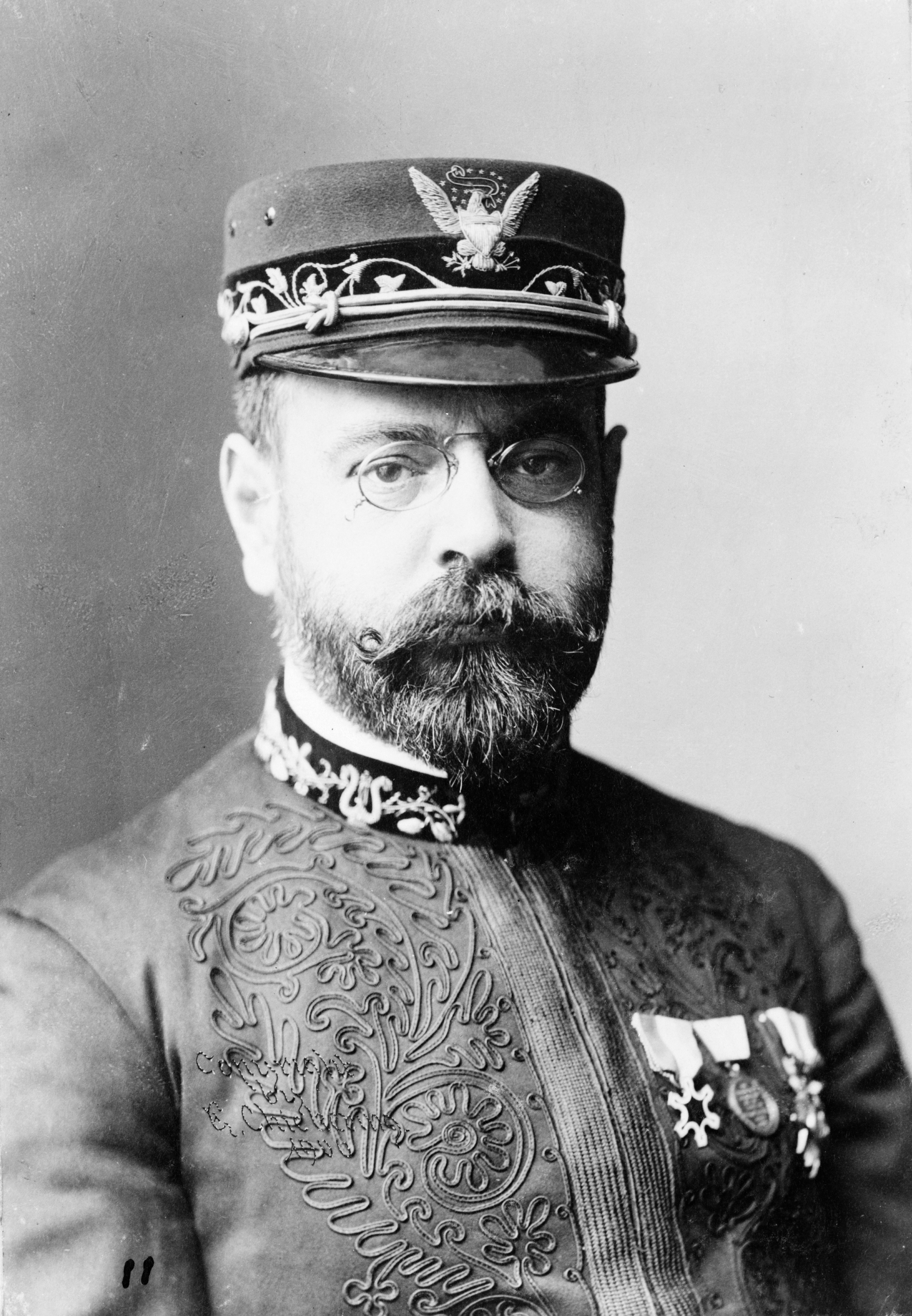
『星条旗よ永遠なれ』や『エル・カピタン』で知られる「マーチ王」ジョン・フィリップ・スーザ

一方、英国式ブラスバンドのあり方はアメリカ合衆国にも影響をあたえた。軍楽隊の演奏活動がかなり制限され、軍の活動であっても民間の団体に演奏を委ねることが多かったアメリカにおいては、パトリック・ギルモアのボストン大吹奏楽団（グランド・ボストン・バンド）をはじめとして、学校や私設の吹奏楽団が人々の関心を集め、新しい指導法の開発もあって、19世紀後半から20世紀にかけて吹奏楽がきわめて隆盛した。そして、従来は野外演奏が主であった吹奏楽も、演奏会場が大規模化するのにともない、管弦楽と同様の演奏効果があげられるようになり、一つのジャンルとして認められるようになった。これにより、今日では「マーチ王」と称されることも多いジョン・フィリップ・スーザなど、吹奏楽専門の作曲家が輩出した。アメリカ海兵隊軍楽隊の隊長であったスーザは、1892年に海兵隊を退役して優秀な演奏家を集め、みずから「スーザ吹奏楽団」という名の楽団を結成し、博覧会のアトラクションなどのために全米を演奏旅行し、さらにヨーロッパツアーや世界ツアーを展開しているが、こうした活動歴から理解されるように、彼の音楽活動は一貫して大衆のためのものであった。

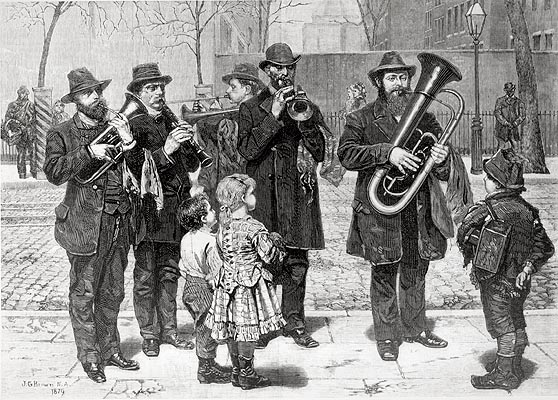
ニューヨークのドイツ人バンド（1876年）

アメリカではさらに，大学を中心に80名から100名を超える規模のシンフォニック・バンド、それに比してやや規模の小さいコンサート・バンドが編成され、また、より緻密で多彩な音色を獲得するためにウィンド・オーケストラが編成された。なお、現在の吹奏楽でしばしばみられるようなクラリネットを中心とする編成がつくられたのはミシガン大学のウィリアム・レヴェッリが1942年にウィンド・オーケストラを室内楽として活発化させるために始めた「小さな木管楽器アンサンブル」を嚆矢としている。現代の吹奏楽演奏においては、クラリネットはオーケストラにおけるヴァイオリンに相当する役割をになっており、それゆえ、高音や速いパッセージ（経過楽句）が要求されることの多い楽器である。
これらに対し、ウィンド・アンサンブルは、1952年、豊かな音色と緻密な合奏効果を得る目的でフレデリック・フェネルによって創始された、管楽器各パートを1人ずつ配するのを原則とする合奏形態である。フェネルの定めたウィンド・アンサンブルの概念はきわめて厳格なものであり、他の編成とは異なる独自の約束事と根拠をもっている。また、それゆえに編成上、メンバー全員にソリストとしての高い資質が求められる演奏形態である。
アメリカの影響は世界中に広まってゆき、また、第二次世界大戦後は特に、軍の編成の変化や録音・再生装置の急速な進歩などによって軍楽隊の使命が低下したこともあり、吹奏楽は軍楽色をしだいに失っていった。吹奏楽は、弦楽器付きのオーケストラと比較した場合、トランペットがメロディ楽器として活躍する場面が多く、いわば「吹きっぱなし」の状態となるため、大勢の人数で担当する場合が多い。また、オーケストラではあまり用いられないサクソフォーンやユーフォニアムがおおいに活躍する点でも異なる。全体的にみて吹奏楽は、各パートの人数制限が少ないため、初心者でも比較的参加しやすく、また、どの楽器にも出番があるため、いずれのパートも均等にやりがいを感じることができる点で大衆性にすぐれている。

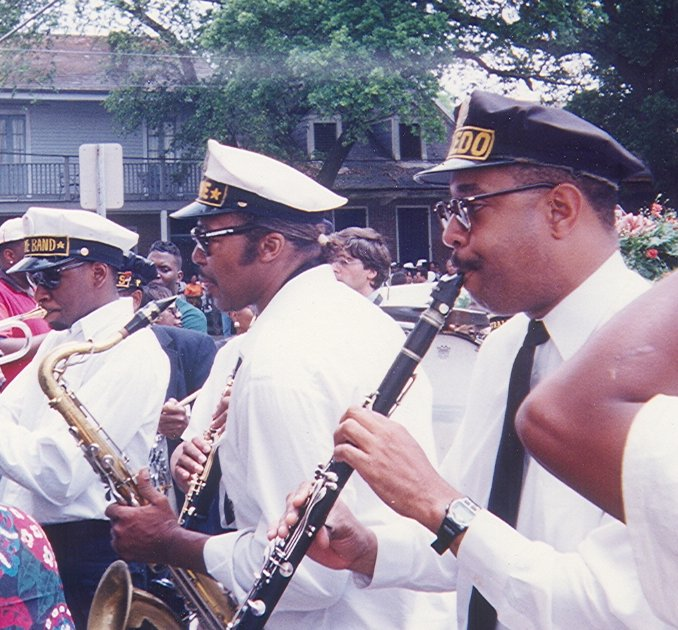
トレメ地区（ニューオーリンズ）でのジャズ葬（葬儀のパレード）

1970年代以降は、ポピュラー音楽でも吹奏楽やブラスバンドを見直す動きがみられる。ルーツ・ミュージックの発掘に努めたライ・クーダーやフォークロックのザ・バンドなど、「古きアメリカ」の音楽を復興しようとする人びとがロックにブラスバンドを取り込み、ルイジアナ州のニューオーリンズでは、黒人コミュニティから生まれたダーティー・ダズン・ブラス・バンドが伝統的なジャズバンドの雰囲気を残しながらも、ファンク、ソウルなど多様な音楽要素を取り入れた。このバンドの結成は、ニューオーリンズ独特のパレードの慣習に影響をあたえ、「セカンド・ライン」のブラスバンドが何組か結成された。ミシガン州のシカゴでは、やはりジャズの領域からアート・アンサンブル・オブ・シカゴが現れ、多楽器主義を標榜している。
現在、イギリスのハッピーエンド、マイク・ウェストブルック・バンド、オランダのコレクティーフ、日本のBLACK BOTTOM BRASS BAND、ソリッド・ブラス、コンポステラ、シカラムータなど様々なスタイルの金管バンドがある。
なお、共産主義政権下のブルガリアでは、結婚式や出征式を主な演奏の場とした民間のブラスバンドはトルコ系の人びとやロマの人びとが数多くかかわり、公式の場ではオスマン帝国の負の遺産とみられて冷遇されることが多かった。しかし、1980年代終わり頃のイヴォ・パパゾフの西側での成功により、パパゾフの故郷クルジャリ州のスタイルをとった結婚式バンドがブルガリア各地にあらわれるという現象が起こった。
以上、軍楽隊やコンサート向け楽団のほか、いわゆる「クラシック音楽」のみならずポップスやジャズなどポピュラー音楽のジャンルでも多彩な吹奏楽団が西洋社会とその周辺に併存しているのが現状である。吹奏楽オリジナルの作品としては、最近はヨーロッパの作品が増えてきたものの、主な楽曲は依然としてアメリカ合衆国と日本の作曲家のものが中心となっている。

## 日本吹奏楽史

### 幕末・明治
日本では江戸幕府の鎖国政策により、ヨーロッパ諸国との交流はオランダ1国に限られていた。江戸時代の洋楽に関する資料としては長崎でオランダ人が演奏しながら行進しているようすを描いた絵画が1枚のこる程度であるが、天保年間（1830年-1843年）、オランダ式兵学を学んだ長崎の高島秋帆は歩兵訓練をおこない、それに必要なオランダ式鼓笛隊を構想していたといわれる。

「嘉永七年（1854年）5月13日朝、ペリー提督黒船陸船隊訓練の図」（伊豆国下田了仙寺、黒船従軍画家ハイネ筆、ワシントン海軍博物館所蔵）

嘉永6年（1853年）、アメリカのマシュー・ペリー提督が黒船を率いて来日した際、2組の軍楽隊が同行した。このとき、軍楽隊はアメリカ国歌「星条旗」を合奏しているが、これは日本人が宗教音楽をのぞく、本格的な洋楽を耳にした最初であったといわれる。このときの軍楽隊は小編成のもので、浦賀以外の各地でも演奏したが、曲目は記録に明示されていない。ただし、関連資料の検討から、演奏された可能性の高い曲としては「ヘイル・コロンビア」（アメリカの愛国歌）やスティーブン・フォスターの諸作品が考えられる。
開国まもない安政年間（1854年－1859年）、新しく設けられた長崎海軍伝習所において蘭式太鼓（オランダ海兵隊太鼓信号）の紹介や蘭式鼓譜の刊行がなされた。幕府の長崎役人であった上原寛林は予備伝習に参加し、鼓譜の刊行にたずさわったが、正式な伝習には幕臣のみならず、福岡藩、佐賀藩、長州藩、薩摩藩などからも伝習生が参加した。教官であったカッテンディーケは、のちに自らの回想として、太鼓伝習や歩兵調練が伝習生に人気だったことや自分がマーチ（行進曲）を日本を紹介したことなどを記している。こののち、幕府や諸藩が西洋の軍制を採用するにあたって、洋式訓練の一環として鼓隊・鼓笛隊が編成された。
文久3年（1863年）、イギリス式の太鼓信号と喇叭（ラッパ）信号が複数のルートより日本に伝わった。慶応2年（1866年）、薩摩藩は兵制を全面的にイギリス式に改編、鼓笛隊もイギリス式となった。また、同年12月（1867年1月）、幕府によって招かれた第一次フランス軍事顧問団ラッパ伍長L・ギュティッグらの伝習によってフランス式の喇叭信号が伝えられ、長州藩などでも用いられた。フランス軍事顧問団の軍事教本を田辺良輔が日本語訳した連作『仏蘭西伝習式 軽歩兵程式』に含まれる『喇叭符号 全』（慶応3年（1867年）頃）の原書は、収載内容よりピエール＝フランソワ・クロドミール編『ラッパのための完全教本』と推定されている。このことにより、明治維新をむかえる段階で、陸軍はフランス式、海軍はイギリス式の喇叭信号が吹き鳴らされることとなり、一国のうちに異なる喇叭信号が用いられるという特異な状況が1885年（明治18年）までつづいた。
なお、慶応4年よりはじまった戊辰戦争において新政府軍が行進する際に歌われ、演奏された曲が『宮さん宮さん』である。この曲は、和笛と太鼓による演奏形態のうえでも、また旋律のうえでもきわめて日本的な性格をもつが、歩行に合わせた規則正しいリズムに西洋音楽の影響がみてとれる。旧幕府軍側に参加した額兵隊にも小規模な軍楽隊があった。
明治2年（1869年）、薩摩藩軍賦役だった肝付兼弘は、藩命により当時横浜に駐屯していたイギリス海軍歩兵隊第10連隊を視察した。そこで軍楽隊の楽奏に感銘を受けた肝付は、薩摩藩でも洋式軍楽隊を創設すべきことを国許に進言し、これにより薩摩藩軍楽伝習隊が編成された。伝習隊は16歳から26歳までの約30名の薩摩藩士により構成され、イギリス海軍歩兵隊第10連隊第1大隊付の軍楽隊楽長ジョン・ウィリアム・フェントンの指導を受けた。当初は調練や信号喇叭、譜面読み、鼓隊の訓練など楽器ぬきの練習を余儀なくされたが、翌明治3年、フェントンが注文していたベッソン社製の楽器がイギリスから届くと、伝習隊員たちはクラリネット、コルネット、トロンボーン、ピッコロなどを手に練習をはじめた。彼らが最初に演奏した吹奏楽曲は、イギリス国歌の「ゴッド・セイヴ・ザ・クイーン」であったといわれている。これが、日本の吹奏楽のはじまりであり、伝習生がフェントンから管楽器を学んだ横浜市中区山手の妙香寺には現在、「日本吹奏楽発祥の地」のプレートが飾られている。初代「君が代」を作曲したことでも知られるフェントンは、インド、ジブラルタル、マルタ島、ケープタウンでの勤務ののち日本に赴任し、合計約30年の長きにわたって外地で暮らした人物であった。帝国主義の時代、フェントンのような人物は世界各地にいただろうと考えられる。フェントンはまた、上述のとおり、隊に使用する楽器をまとめてイギリス本国に注文しているが、これが日本における洋楽器輸入の最初であった。しかし習得困難とされたダブルリード楽器などの導入は大幅に遅れる事となった。明治4年（1871年）、政府が兵部省を陸軍省と海軍省に分けたのにともない、陸軍・海軍のそれぞれに軍楽隊が誕生した。陸軍軍楽隊（当初の名は「兵学寮教導団楽隊」）の初代軍楽長は西謙蔵、海軍軍楽隊（同じく「水兵本部楽隊」）の初代軍楽長は中村祐庸で、ともに薩摩藩軍楽伝習隊の出身であった。このとき発足した兵学寮教導団楽隊が、のちに「陸軍戸山学校軍楽隊」として知られる陸軍の軍楽隊である（名称は何回も変更された）。陸海軍の軍楽隊は数次の戦争や軍縮のつど、組織や人員に増減・変遷はあったが、1945年（昭和20年）の旧日本軍解体まで続いた。蓄音機やレコードなどの複製技術がなかった時代の軍楽隊は、あらゆる場面でさまざまな音楽供給をになう存在であり、そのため、民間からの出演要請にも可能な限り応じることが制度化されてい。フェントンは英国陸軍を退役して日本海軍軍楽隊のお雇い外国人教師として1877年（明治10年）の任期満了まで務めた。一方、西謙蔵を楽長とする陸軍の兵学寮教導団楽隊を指導したのは明治5年（1872年）に来日した第二次フランス軍事顧問団の一員であったギュスターブ・シャルル・ダグロンであった。
また、明治10年(1877年)西南戦争の際、1ヶ月以上に及ぶ最大の激戦であった田原坂の戦いの最中の4月1日、官軍本営のあった熊本県玉名市繁根木の繁根木八幡宮境内において、総督有栖川熾仁親王の御前にて陸軍軍楽隊の演奏が行われ、慰霊のための詩がが詠まれた。「軍人(いくさびと) いさむ心を慰めて　つつみも笛も　こえ面白し」　反面、この時に軍楽兵の中から行方不明者が出たことも報告されており、心情的共感から西郷軍に寝返ったのではないかとの説も根強い。　
1879年（明治12年）、政府は文部省に音楽取調掛を置き、洋楽の普及に努めたが、音楽取調掛をリードした伊沢修二が同時に体操伝習所の主幹に任じられていたことが示すように、学校教育における音楽と体操はたがいに結びついて富国強兵政策を支えた。また1982年（明治15年）には（おそらくダグロンの助言もあり）、陸軍から2名がパリ音楽院に派遣留学した。軍楽士の工藤貞次（クラリエット）と古矢弘政（ダグロンからコルネットを学ぶが渡仏後は日本人として最初にオーボエを学ぶ）は帰国後に陸軍軍楽隊の要職に就いた。なお古矢は幕府の横浜仏語伝習所で学び、当初は通訳官の肩書であったが帰国後に正式に軍楽に移籍している、
ており、この時期の軍楽隊のレパートリーの広がりと内容の充実ぶりがうかがえる。彼はまた「君が代」改訂にもかかわった人物であった。なお、1885年（明治18年）、外務大臣井上馨の主導する鹿鳴館の大舞踏会では、ルルー指揮する陸軍軍楽隊とエッケルト指揮する海軍軍楽隊が演奏をつとめているが、このとき下士官として招かれたフランスの作家ピエール・ロティは、「一方はフラかう。軍楽隊は外国人教師の手を離れ、日本人楽長が指導する体制に移行し、そのなかで海軍の瀬戸口藤吉の『軍艦行進曲』などの名作も生まれた。軍楽隊は1905年（明治38年）以降、東京の日比谷公園で定期演奏会を開くなど、日本における洋楽普及をリードした。1902年（明治35年）には海軍軍楽隊が、1910年（明治43年）には陸軍軍楽隊が、それぞれ初めてイギリスに派遣されており、海軍軍楽隊の方は、その後もしばしば欧米を歴訪し、音楽体験を積んだ。軍楽隊のもつ華々しさやハイカラさは、聴覚的な側面のみならず視覚的にも当時の人びとにとって魅力的な存在だったのである。

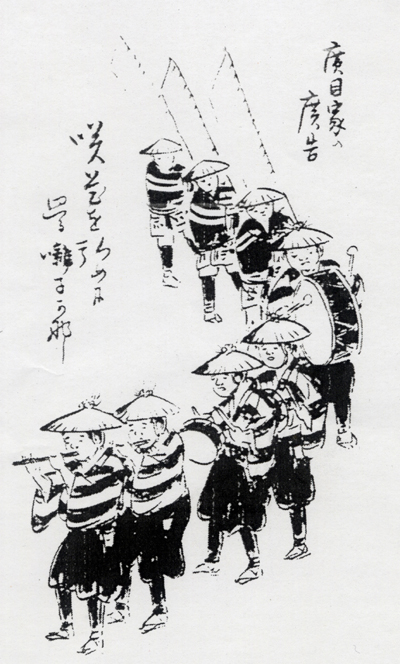
「広目家の広告」

民間での音楽隊としては、退役した海軍軍楽隊のメンバー6人が出資者を募って結成した1888年（明治21年）に設立された東京市中音楽会が最初である。日本における民間バンドの始まりは、職場バンドや学校バンドのようなアマチュアバンドではなく、プロの職業バンドだった。職業バンドには活動写真館のバンドや少年音楽隊が含まれるが、その成立時期は、日本の産業勃興期にあたっていた。
東京市中音楽会は、管楽器を中心とする職業バンドで、東京上野不忍池に落成した競馬場の竣工式や群馬県桐生の製糸工場の開業式などの式典で演奏活動をおこなっている。また、出張演奏のほか、週1回、横浜グランドホテルでダンス音楽とサロン音楽の演奏をおこなった。こののち、同様の楽隊が次々に結成され、日清・日露の両戦争や、それにともなう様々なイベントで演奏がおこなわれたほか、ホテルでの定期演奏、さらには客寄せなどの宣伝目的で管楽合奏が利用されるようになった。
全国各地で隆盛していた市中の音楽隊を、広告宣伝に利用していったのが、チンドン屋の前身のひとつとなった広目屋の秋田卯吉である。広目屋は1891年（明治26年）に東京市中音楽会を買収し、1893年（明治28年）には北海道の屯田兵村に組織される予定だった海軍軍楽隊出身の有馬基純楽長率いる楽隊をかかえるなど急成長を遂げた。こうした職業バンドに対して、日清・日露戦期には出征軍人の送迎などで出張依頼が殺到したが、戦後、その多くは淘汰されていった。
一方、当時急成長を遂げつつあった百貨店も吹奏楽の広告利用に乗りだし、1909年（明治42年）には三越が三越少年音楽隊を設立し、同年4月の児童博覧会での演奏は大評判となった。以後、明治末葉から大正・昭和にかけて、名古屋市のいとう屋呉服店（現在の松坂屋）、大阪三越百貨店、大阪髙島屋、遊園地の豊島園などが次々に少年音楽隊を編成した。
1897年（明治30年）、日本国内では大阪市で初上映された活動写真は、そののち普及が著しく、職業音楽家の活動の場を増やすこととなった。洋楽の活動写真音楽は、有馬楽長の率いる12-13人程度の楽団が広目屋から派遣されたことに始まっている。
アマチュアでは、1911年（明治44年）に編成された福岡県の八幡製鉄所の職工養成所音楽部にできた吹奏楽団が日本最初の職場吹奏楽団であった。また、明治時代の末葉からはスクールバンドも編成されるようになり、旧制中学校でも吹奏楽が演奏されるようになった。
設立の記録が残っているものとして最も古いものは、1884年(明治17年) 海南学校(現高知県立高知小津高等学校)喇叭隊(軍事教練を目的)の設立がある。出征兵士の壮行演奏など国威高揚を目的とした演奏だけでなく、入学式や卒業式、応援など学校行事での演奏のほか、近隣の小学校の運動会での演奏などコミュニティバンドとして活動した記録が残っているものとして最も古いものは、1923年(大正12年)八街農林学園(現千葉黎明高等学校)軍楽部(指導者：西村繁)の設立がある。

### 大正・昭和（戦前）
日本の吹奏楽を主導してきた軍楽隊は、第一次世界大戦（1914年-1919年）まで順調に発展してきたが、戦後の軍縮によって大がかりな規模縮小を余儀なくされた。
少年音楽隊は、それに対し、軍楽隊への入営年齢にも達しない選び抜かれた少年たちを対象に、軍楽隊で培ったノウハウをもって厳しい訓練を課したため、その技術水準は高く、そこから後年、オーケストラやジャズバンドで活躍する幾多の人材を育てた。また、広目屋に雇われて東京市中音楽隊の楽長を務めていた山田栄次郎は、1914年（大正3年）前後に大日本中央音楽団を設立しているが、その活動や楽団員養成のあり方はたいへんユニークなものであった。山田は、音楽学校や少年音楽隊の出身者を率いてローシー歌劇団の地方公演、サーカスやマジックショウなどの座付き楽団、活動写真館に楽団を派遣したり、街頭でおこなわれる商店や活動写真興業の町回り音楽にも小編成のバンドを派遣するなど民間分野で手広く演奏活動をおこなった。楽団員は4年間の指導を受けたのち2年間は御礼奉公をおこない、その後、力量充分であれば分家として独立できるなど徒弟制的な人材養成がおこなわれた。
活動写真館の伴奏は、一時期、弁士の声が聞こえるようにピアノを使ったこともあったが、第一次大戦中の1915年（大正4年）頃には、少人数の場合は5-6人、大人数の場合は24-25人程度から構成される管弦楽団が伴奏音楽と休憩時の音楽を担当するようになった。伴奏音楽では、しばしば三味線をまじえての和洋合奏がおこなわれることもあった。大正期を通じ、軍楽隊退役者の多くが活動写真館で活躍するようになったが、昭和に入り、1930年代初め頃から映画が徐々にトーキーに移行し、伴奏音楽の楽隊は衰退した。
アマチュアでは、1919年（大正8年）の古河鉱業日光精銅所にできた吹奏楽団が関東地方最初の職場バンドといわれる。以後、大正の末葉から昭和時代初期にかけては、以前にも増して会社や工場でさかんに吹奏楽団が編成されるようになった。指導者は、軍楽隊の退役者が多かった。
スクールバンドの実現は、高額の楽器や楽譜の調達などの点が障壁となっており、また、戦前の学校教育における音楽科の指導が唱歌に著しく傾斜していたこともあって当初は必ずしも順調ではなかった。しかし、昭和期に入ると、楽器の国産化が著しく進展し、関東地方や東海地方の商業学校や工業学校、高等農林などで吹奏楽の合奏がなされるようになった。これらを指導したのは、職場バンド同様軍楽隊を退役した人びとが主であった。また、そのためもあって、今日みられるような音楽教育としての位置づけは、必ずしも明確ではなかった。
1930年(昭和5年) 東京府立第一商業高等学校(現東京都立第一商業高等学校)ほかを指導していた廣岡淑生(後の全国中学校吹奏楽研究協議会会長、日本吹奏楽指導者協会会長、全日本吹奏楽連盟会長)が東京音楽学校(現東京藝術大学)での音楽教育研究大会で研究発表「スクールバンドに就いて」を行った。廣岡は「スクールバンド」という名称を用い、これまでの軍楽やジンタ等の実用音楽と区別し、学校生徒・児童の発達段階に応じた音楽教育及び人間教育の一環と捉えて指導にあたることを論じた。これは「スクールバンド」の名称が使用されたものとして最も古い記録である(2024年12月31日現在)。

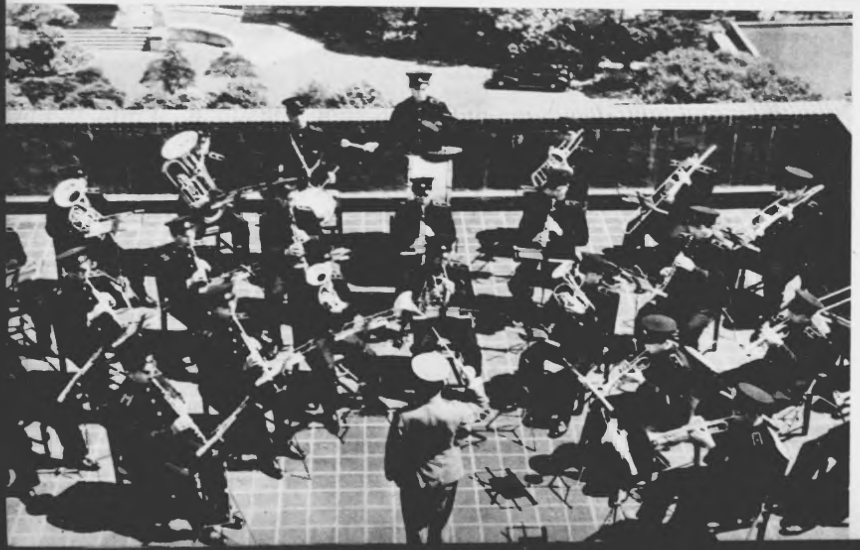
警視庁音楽隊（1938年）

こうして、学校や職場で仲間たちといっしょに趣味として楽しむ目的で相次いで吹奏楽団が誕生し、社会改良論的見地から企業もそれを支えた。1923年には元陸軍第4師団軍楽隊の有志で、「大阪市音楽隊」が結成される（のちの大阪市音楽団、現在のOsaka Shion Wind Orchestra）中央公会堂にて記念演奏会を開催した 。
1933年（昭和8年）6月には、東京ではじめてアマチュアバンドの演奏会が開催されている。また、1934年（昭和9年）のアマチュアブラスバンド東海連盟(理事長:神納照美)の結成を嚆矢として吹奏楽団体の結成が相次ぎ、1939年（昭和14年）には、これら団体の全国組織として大日本吹奏楽連盟（現在の社団法人 全日本吹奏楽連盟）(会長:子爵 岡部長景)が結成されるに至った。さらに、1935年（昭和10年）、名古屋と東京で吹奏楽コンクールが開催され、以後、毎年おこなわれるようになった。1940年（昭和15年）の紀元二千六百年記念行事では、大阪市において全日本吹奏楽コンクールが初めて開催されている。
規模を縮小させられていた軍は、1931年（昭和6年）に満州事変が勃発して以降は、戦時体制が敷かれ、軍楽隊の大増員もなされて南洋や中国大陸の前線にまで送り込まれた。また、1934年（昭和9年）の神奈川県警察部を皮切りに警視庁や大阪府警察部では警察音楽隊が編成されたが、やがて楽隊員が軍に召集されるようになって解散を余儀なくされた。戦時期にはまた、産業報国会の運動と厚生運動がむすびつくことによって職場バンドが飛躍的に増加した。この時期には、各地で吹奏楽の指導者講習会もおこなわれている。

### 昭和（戦後）・平成・令和

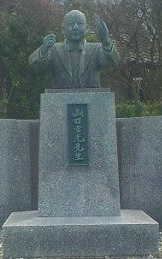
生地壱岐に立てられた警視庁音楽隊楽長山口常光の像（長崎県壱岐市勝本町）

1945年（昭和20年）の太平洋戦争終結とともに軍楽隊は解散し、隊員は楽器をたずさえて復員した。まもなく宮内庁に禁衛府皇居奏楽隊が結成され（翌1946年3月に解散）、陸軍軍楽隊の場合であれば、この楽隊から日本放送吹奏楽団（NHK吹奏楽団）を経て、それぞれの道に進んだ。このほか、旧軍楽隊員はそれぞれの条件等に応じて、警察予備隊総隊総監部仮分遣隊（1951年結成）、警視庁音楽隊（1948年再結成）、東京消防庁音楽隊（1949年結成）、海上保安庁音楽隊（1951年結成）などの道に進んだほか、民間の交響楽団員、ジャズバンド奏者、音楽大学の教員などとしても活動した。陸軍軍楽隊では、山口常光は警視庁音楽隊の再結成に参画しその楽長になっており、さらに須摩洋朔はNHK交響楽団奏者を経て警察予備隊総隊総監部仮分遣隊（陸上自衛隊中央音楽隊）初代隊長、松本秀喜は航空自衛隊航空中央音楽隊初代隊長となるなど、陸空自衛隊音楽隊の結成に参画した。いっぽう、海軍軍楽隊は、内藤清五らを中心とする主な楽隊員は東京都吹奏楽団を経て、東京消防庁音楽隊に加わった。一部の海軍軍楽隊員は海上自衛隊音楽隊に参加した。
おりしも、敗戦直後から横浜・東京など各地に進駐軍のための施設「クラブ」が設けられ、そこではフルバンドの需要があったため、軍楽隊員だった者のなかにはバンドプレイヤーとして働く者もあらわれた。クラブには、将校用、下士官用、兵員用、民間用があり、将校用は夫人をともなっての赴任が多いためダンス音楽が多く、下士官や兵員用のクラブではジャズやポップスの人気が高かった。たとえば、陸軍軍楽隊出身の高澤智昌が率いたバンド「クラックスター」は、進駐軍向けバンドとして活動したのち、服部良一に認められ、のちに笠置シヅ子、藤山一郎、雪村いづみなどと共演している。このように戦後の吹奏楽は、ジャズや歌謡曲などポピュラー音楽とも深い関連をもちながら発展した。しかし、軍楽隊と民間バンドとでは、その求められるレパートリーや音楽的能力・技術の懸隔がはなはだしく、決して誰にでも可能な転身ではなかった。
一方、クラブでの演奏の需要の多さはバンドマン不足をまねき、戦前からのジャズマンや軍楽隊出身者にまじって新制大学の学生も数多くミュージシャンとして働いた。これは、米兵に娯楽を提供し、軍楽隊出身者に転身をうながし、若い世代に演奏の場をあたえたというばかりではなく、日本の洋楽受容の転換点となった。たとえば、のちに芸能事務所として発展する渡辺プロダクションの創業者渡辺晋はジャズ・ミュージシャンであったし、その妻の美佐の実家は仙台市の米軍苦竹キャンプにミュージシャンを仲介する仕事を生業にしていた。また、ホリプロの創業者堀威夫も米軍キャンプに出入りしてカントリー・ミュージックを演奏した人物である。
やがて、ジャズ・ブームが去り、サンフランシスコ平和条約の締結によって在日米軍が縮小されると、歌謡曲がジャズを取り込むかたちで巨大化していった。1960年代以降は「夜のヒットスタジオ」、「NTV紅白歌のベストテン」、「TBS歌のグランプリ」などテレビジョンの歌番組が人気を博し、そこでは、歌手の後方に吹奏楽のバック・バンドが控えるというスタイルが一般的であった。ダン池田とニューブリードや小野満とスイングビーバーズなどといったビッグバンドが歌の伴奏（「歌伴」）をおこなうスタイルが高度経済成長時代の大衆音楽をささえ、テレビやレコードの一般家庭への普及は、音楽を人びとの生活にいっそう根づかせることとなった。このスタイルは、楽曲としての歌謡曲やアニメソング・童謡などにも大きな影響をあたえ、1970年代のヒット曲には金管楽器の鳴り響いているものがきわめて多い。
アマチュアのバンドにおいては、戦後、とりわけアメリカから合理的な指導法や新しい吹奏楽専用の作品が導入された。吹奏楽活動は、学校教育や生涯教育の視点から見直され、全国的に活発な活動が展開された。日本中のほとんどの中学校や高等学校には吹奏楽部が設けられ、定期演奏会や学園祭、学校行事や部活動の応援など多様な活動をにない、扱う楽曲も、校歌、国歌、クラシック音楽、吹奏楽オリジナル曲、ポピュラー音楽など多岐にわたる。国際交流も活発で、演奏技術の向上もめざましく、マーチングバンドやドラムコー、「吹奏族」、自由演奏会など、吹奏楽の楽しみ方も多様化している。さらに近年では楽器性能の向上や電子機器を取り入れた合奏の登場、日本人作曲家によるすぐれた吹奏楽作品の発表、また、指導法の研究などの面からも日本発の吹奏楽が世界の注目を集めるまでになった。
2001年（平成13年）時点での社団法人全日本吹奏楽連盟に加入している団体は1万3516団体であり、日本の吹奏楽人口は100万人を超えるといわれている。
世界的にみても、これほど多くの人が吹奏楽を経験している国は少なく、その演奏能力の高さの定評からも、令和に入って以降も含めて、日本は世界屈指の吹奏楽大国となった。